# Камйонка (Ґолюбсько-Добжинський повіт)
Камйонка (пол. Kamionka) — село в Польщі, у гміні Радомін Ґолюбсько-Добжинського повіту Куявсько-Поморського воєводства.
Населення — 97 осіб (2011).
У 1975-1998 роках село належало до Торунського воєводства.

## Демографія
Демографічна структура станом на 31 березня 2011 року:
|          | Загалом | Допрацездатний вік | Працездатний вік | Постпрацездатний вік |
| -------- | ------- | ------------------ | ---------------- | -------------------- |
| Чоловіки | 50      | 12                 | 34               | 4                    |
| Жінки    | 47      | 12                 | 27               | 8                    |
| Разом    | 97      | 24                 | 61               | 12                   |